# 世界和平日
世界和平日（英語：World Day of Peace）是一個羅馬天主教為和平而建立的節日。舉行在每年1月1日的天主之母節。此一節日是由教宗保祿六世於1967年提出的，並在來年的1968年1月1日正式舉辦。保祿六世的靈感來源是教宗若望二十三世的〈和平於世〉（拉丁語：Pacem in Terris）通諭和保祿六世自己的〈民族之發展〉（拉丁語：Populorum Progressio）通諭。
歷任教宗經常選擇在世界和平日發表重要的文告。這些文告大多以去年度關於聖地的和平、全球化、恐怖主義、聯合國、人權、婦女權利、勞工權益、經濟發展、生命權、國際外交等重大議題為主題。